# Граветт (Арканзас)
Граветт (англ. Gravette) — город, расположенный в округе Бентон (штат Арканзас, США) с населением в 1810 человек по статистическим данным переписи 2000 года.

## История
Первое поселение, основанное европейцами на месте будущего города, имело название «Нево». В современное время эту часть Граветта называют «Старый город».
Посёлок был основан в 1881 году Джозефом П. Кави, который вместе с семьёй переехал на новое место из города Саутуэст-Сити (штат Миссури). Некоторое время спустя ещё один переселенец Эллис Тилман Граветт открыл в посёлке спиртовой завод и небольшой универмаг.
27 января 1899 года Граветт официально получил статус города, а уже в 1910 году его население составило 569 человек.

## География
По данным Бюро переписи населения США город Граветт имеет общую площадь в 5,96 квадратных километров, водных ресурсов в черте населённого пункта не имеется.
Город Граветт расположен на высоте 371 метр над уровнем моря.
Граветт находится примерно в 140 километрах к востоку от города Талса (штат Оклахома) и в 47 километрах к северо-западу от города Фейетвилл (штат Арканзас).

## Демография
По данным переписи населения 2000 года в Граветте проживало 1810 человек, 471 семья, насчитывалось 697 домашних хозяйств и 773 жилых дома. Средняя плотность населения составляла около 302 человек на один квадратный километр. Расовый состав Граветта по данным переписи распределился следующим образом: 92,87 % белых, 0,17 % — чёрных или афроамериканцев, 2,10 % — коренных американцев, 0,61 % — азиатов, 3,20 % — представителей смешанных рас, 1,05 % — других народностей. Испаноговорящие составили 2,93 % от всех жителей города.
Из 697 домашних хозяйств в 37,2 % — воспитывали детей в возрасте до 18 лет, 49,5 % представляли собой совместно проживающие супружеские пары, в 14,5 % семей женщины проживали без мужей, 32,4 % не имели семей. 28,3 % от общего числа семей на момент переписи жили самостоятельно, при этом 16,2 % составили одинокие пожилые люди в возрасте 65 лет и старше. Средний размер домашнего хозяйства составил 2,48 человек, а средний размер семьи — 3,07 человек.
Население города по возрастному диапазону по данным переписи 2000 года распределилось следующим образом: 29,2 % — жители младше 18 лет, 8,3 % — между 18 и 24 годами, 27,0 % — от 25 до 44 лет, 18,0 % — от 45 до 64 лет и 17,6 % — в возрасте 65 лет и старше. Средний возраст жителей составил 36 лет. На каждые 100 женщин в Граветте приходилось 87 мужчин при этом на каждые сто женщин 18 лет и старше приходилось 82,9 мужчины также старше 18 лет.
Средний доход на одно домашнее хозяйство в городе составил 29 881 доллар США, а средний доход на одну семью — 34 844 доллара. При этом мужчины имели средний доход в 28 571 доллар США в год против 18 906 долларов среднегодового дохода у женщин. Доход на душу населения в городе составил 15 241 доллар в год. 11,5 % от всего числа семей в округе и 16,6 % от всей численности населения находилось на момент переписи населения за чертой бедности, при этом 22,5 % из них были моложе 18 лет и 19,3 % — в возрасте 65 лет и старше.